# Violence numérique
Les violences numériques, aussi appelé violence sur Internet, violence électronique (ou cyberviolence) regroupent toutes formes de violences (agressions et autres formes de victimations) auxquelles peuvent être exposés les utilisateurs du Web ou d'autres outils de communication électroniques, individus ou groupes de personnes, dans le cas de violences ponctuelles ou répétées (cyberharcèlement), avec ou sans déséquilibre de pouvoir.
Les violences numériques ponctuelles revêtent diverses formes, telles que l'exposition non voulue aux images VSH (violentes, sexuelles ou haineuses), le « quasi-travail du clic », l'exposition à des pratiques allant de l'intimidation au chantage, la diffusion non autorisée d'informations ou d'images à caractère privé, ainsi que toutes formes de violences écrites ou verbales (dénigrement, ridiculisation, ostracisation, diffusion de propos diffamatoires, insultes, menaces, lynchage, tentative de destruction de relations sociales via la propagation de rumeurs, ou en générant des conflits en ligne »). La cyberviolence peut aussi se traduire par la soumission à l'influence d'adultes ou de groupes mal intentionnés qui souvent se font passer pour des jeunes.
Ces violences numériques ponctuelles peuvent trouver des cibles sans qu'il y ait eu de liens préalables entre la victime et l'auteur des violences. Souvent la victime ne peut pas empêcher la dissémination d'un contenu « posté » en ligne (ce qui est source d'un grand sentiment d'impuissance,. Il lui est difficile de se défendre seule et elle peut avoir des difficultés à demander de l'aide ; l'auteur de la violence numérique profite d'un déséquilibre de pouvoir dans la relation entre l'agresseur et victime, souvent renforcé par le fait qu'il se sent caché derrière une IP ou un pseudonyme.
Ces violences sont souvent aggravées par un prolongement hors ligne, par exemple avec des harceleurs intervenant aussi dans le « vrai » monde, avec comme conséquence fréquente que le harcelé se retire de l'espace public, soit réduit au silence et parfois même soit assassiné ou se suicide.

## Sémantique
Des concepts et un vocabulaire nouveau sont apparus pour les décrire ce phénomène, comme par exemple « cyber-harcèlement », « cybersexisme » (incluant la « cyberviolence au sein du couple »), « cyberagression », « cyberintimidation », « cyberhumiliation », flaming », « cyber-radicalisation », « happy slapping, « vidéolynchage » ou « vidéoagression », « revenge porn », etc. ,,.

## Eléments de définitions
Les violences numériques sont immatérielles (aux « frontières du réel »), parfois fantasmatiques pour l'agresseur, mais bien réelles pour l'agressé(e), qu'elles soient intentionnelles ou non.
Elles sont généralement liées à :
- la désinhibition qui caractérise de nombreux internautes quand ils sont en ligne[14] ;
- des chocs visuels (dessins, photos ou vidéos représentant des violences physiques ou morales). Les éléments traumatisants peuvent être présentés dans des genres ludique, fictionnels ou documentaires ; l'image peut ne pas être violente en elle-même, mais dans certains contextes générer des violences, ou heurter la sensibilité des adolescents en s'opposant à leur interprétation du monde, à des normes et des croyances (dont leur représentation de la pudeur)[13]. Ainsi, en France, en 2013, selon une enquête nationale, 18 % des collégien et collégiennes disaient avoir déjà été insultés, humiliés ou victimes d'actions dévalorisantes sur Internet et via le téléphone portable et en 2015 la même enquête indiquaient que  17 % des lycéens et lycéennes ont ainsi été victimes d'injures et de moqueries, et 4 % que des photos avaient été diffusées en ligne sans leur consentement[15],[16].
- l'intrusion dans la vie privée avec des « propos menaçants, dénigrants ou insultants. Il s'agit par exemple de discours de haine, racistes, antisémites, sexistes ou homophobes »[13],[17], d'exposition de la vie privée, d'embrigadement forcé. Les insultes, menaces, humiliations et actes dégradants à l'encontre de mineurs (ou de jeunes issus de minorités)[18] ne sont pas nouveaux ni spécifiques à Internet, mais ils gagnent en ampleur et vitesse et ont des caractéristiques nouvelles dans le cyberespace[19],[10].

La violence virtuelle en ligne (avec ou sans harcèlement) peut s'accompagner ou être suivie de violences hors-ligne, physique parfois. La victime (chez les enfants et adolescents notamment) peut être ainsi conduite au suicide.
Des sociologues qui s'intéressent aux effets de la technique sur la psyché, montrent que depuis l'avènement du Web 2.0, chez un nombre croissant de personnes, la vie sociale, scolaire, étudiante, professionnelle et la vie numérique tendent à s'entremêler, ce qui invite l'étude de la violence numérique « à rompre avec les interprétations opposant monde réel et monde virtuel, "auteur versus victime" », afin de restituer la complexité des relations sociales à l'ère numérique, sans diaboliser internet ni sous-estimer ses effets traumatisants quand il est vecteur de violence numérique.

## À l'école chez les enfants et adolescents
Dans les années 2010, les pré-adolescents et les adolescents (et les enfants parfois) sont particulièrement exposés et/ou vulnérables à la violence numérique, d'une part parce qu'ils découvrent les réseaux sociaux, souvent sans savoir que la circulation d'images et de propos violents est cyniquement favorisée par les grandes plateformes numériques dans le cadre de stratégies internes visant, selon  Sophie Jehel « l' « addiction » à leurs dispositifs et la circulation des affects : elle stimule les interactions, permettant la collecte de données personnelles par leurs algorithmes ». Les likes, les émoticones, les systèmes de notifications et de partages favorisent une hyper-réactivité et une extension des réseaux personnels . Dans le même temps, l'adolescent doit gérer les émotions générées par des images violentes, sexuelles et haineuses, souvent inattendues, et leur expression numérique via les plateformes.
Les jeunes peuvent se sentir écartelés entre les « règles de sentiment » apprises dans leur famille, leur milieu, à l'école, les règles des plateformes, les règles des réseaux sociaux ou encore les règles des pairs, qui ne posent pas les mêmes limites aux comportements admissibles/inadmissibles et au consentement. Certains se construisent des postures autonomes, prenant du recul et résistant aux logiques de violence, alors que d'autres, souvent pris dans une dynamique de groupe vont adhérer aux « logiques de violence et perdent la capacité à écouter leurs propres sentiments, à protéger leur subjectivité ».
Comme les formes « traditionnelles » de violence à l'école, la cyberviolence (surtout quand elle est répétée) est délétère pour le climat scolaire et induit chez l'enfant ou l'adolescent qui en est victime une perception négative de l'environnement scolaire, et un sentiment d'insécurité.
Parmi les phénomènes en cause en arrière-plan figurent souvent :
- la « tyrannie de la majorité »[23],[24] ;
- le cyberespace en tant que désinhibiteur et facilitateur de passage à l'acte délinquant[25]. Fréderic Pugniere-Saavedra décrit des processus pouvant conduire vers le côté « obscur » du Web (dark web) à un moment où les jeunes n'ont pas tous ni toujours consciences des conséquences de leurs actes[26]. Ces jeunes peuvent aussi s'auto-justifier derrière des logiques argumentatives minimisant la gravité des actes, logiques facilitées par l'illusion de distance donnée par le vecteur numérique[25] ;
- le fait que, dans le contexte scolaire et étudiant notamment, le numérique apporte de nouveaux moyens d'humiliation[22] ;
- les « inégalités sociales numériques », et cognitives en général, par exemple décrites et étudiées par Plantard et Le Mentec (2013)[27], Brotcorne et Valenduc (2009)[28], qui peuvent inclure l'illectronisme et la fracture numérique.
- des logiques algorithmiques et de séduction qui biaisent la perception du réel (chez les jeunes notamment), pouvant faciliter ce que Séraphin Alava dénomme la cyber-radicalisation[29].

## Dans le milieu professionnel
Le travail où la part du numérique prend une place croissante est aussi un lieu fréquent d'incivilités numériques et de possible violence numérique.
L'utilisation du courriel professionnel, asynchrone et désincarné, peut faciliter la montée en tension verbale (potentiellement) violente, dont avec l'utilisation du pluri-adressage via les copies voire les copies cachées, favorisant parfois une confusion des espaces et temps (privé/public).

## Contre les lanceurs d'alerte et les défenseurs des droits humains
Les technologies numériques ont facilité la défense des droits humains, et l'alerte, mais également les cyber-attaques contre les lanceurs d'alerte et contre les porte-paroles des défenseurs des droits humains, avec un discours souvent stéréotypé, souvent également machiste et antiféminisme, homophobe et antisémite, s'appuyant sur la désinformation, le cyberharcèlement et la cyberhumiliation.

## Liens avec le rapport de genres
Au début des années 2000, selon le rapport de la Cnil sur le cyberharcèlement et celui du Conseil de l'Europe (2013) « Près de 10 % de la population européenne a subi ou subira un harcèlement – la majorité des victimes étant des femmes », et  10 % de la population européenne a subi ou subira un harcèlement. Moins de 10 ans après, en France, en 2021, environ 9 % des parents estimaient avoir un enfant ou en connaître un ayant été victime de cyberharcèlement via SMS, mail ou sur les réseaux sociaux.
En 2023, 44 % des femmes et des personnes de diverses identités de genre de 16 à 30 ans ont été personnellement visées par des propos haineux en ligne. Une étude de l'OMS/Europe (2024) alerte sur l'augmentation du cyberharcèlement (14 % des garçons et 9 % des filles harcelant autrui sur Internet), un collégien sur 6 étant concerné. En septembre 2023, une famille a porté plainte contre TikTok, considérant que son algorithme a eu pour effet d'inciter leur fille au suicide. Entre 4 % et 7 % des femmes dans l'Union européenne ont subi du cyberharcèlement au cours des 12 derniers mois et une sur trois « a subi des  cyberviolences conjugales via le contrôle ou la surveillance par un GPS*, un téléphone, les réseaux sociaux*, etc. ».
Les femmes ou personnes transgenre ou non-genrées et les minorités sexuelles en général sont plus souvent vulnérables et cibles des auteurs de cyberviolences, qui présentent souvent des spécificités genrées (s'inscrivant dans le continuum des violences et des discriminations liées au genre), au sein du cyberespace, qui est à la fois « un média, un espace public et un dispositif ». Selon Hare et Olivesi (2021), aborder les « cyberviolences de genre » comme des violences qui constituent et perpétuent un système de domination dans un espace en grande partie normé et genré peut permettre de « penser ce problème public dans sa complexité, et d'en faciliter la prise en charge, de manière plus efficace, et plus en phase avec le ressenti des victimes ».
Les mouvements de mobilisation féminine en ligne (#Metoo, #balancetonporc) ou encore le scandale de la ligue du LOL, ont révélé ou confirmé l'importance des violences ciblant les femmes, notamment dans le monde numérique (sur Twitter notamment), et y compris dans des environnements socialement favorisés.
Les plate-forme de réseaux sociaux ont contribué à faciliter le développement de la « misogynie en ligne » dans le monde numérique.
À titre d'exemple, une étude du retentissement psychologique de ces violences chez leurs victimes s'est basée sur l'analyse des cas traités par une unité médico-judiciaire durant deux années consécutives. Là, les victimes adultes étaient plus souvent des femmes, et la majorité des violences numériques étant pratiquée par leur conjoint ou l'ex-conjoint (82 %). Les violences numériques étaient répétées dans 82 % des cas. Elles ont duré moins de 8 jours chez 29 % des victimes, et plus  d'un  an chez 25 % des victimes. Dans 70 % des cas, des violences verbales faites de en face à face ont été associées, ainsi que des violences physiques (dans 82 % des cas, ce qui aggravait le retentissement psychologique chez chez 69 % des consultant(e)s.
Dans les années 2010/2020, dès le collège puis au lycée, enfants ou jeunes (garçons comme filles) sont exposés au « cybersexisme » ou y contribuent plus ou moins consciemment (le cybersexisme est défini par les deux chercheuses Sigolène Couchot-Schiex et Gabrielle Richard en 2021, comme un phénomène hautement genré, ciblant des comportements et des préférences généralement considérées comme atypiques sur le plan du genre ; encourageant « la conformité à des normes de genre rigides (à bien des égards sexistes, sexuelles et homophobes) ».

## Différentes formes de violences numérique

### Cyberharcèlement
Le cyberharcèlement est l'une des formes de la violence numérique, caractérisé par une répétition dans le temps.

### Cyberhumiliation
En raison du pouvoir de dissémination et d'amplification typique de certains réseaux sociaux en ligne, même un seul propos agressif ou vulgaire, infamant ou un humiliant, parfois émis sous le coup d'une colère, sous l'emprise de l'alcool ou autre peut rapidement toucher des pairs, voire un très large public, en étant relayé, dans divers « espaces publics en réseau ». Ce type d'attaques affecte la réputation de la victime de telle manière qu'elle est douloureusement privée de toute capacité à contrôler son apparence et son existence en ligne. Elle se sent impuissante et est parfois plongée dans un état de détresse ,,.

### Fisha
Publication et diffusion les contenus intimes/à caractère sexuel principalement de jeunes filles et de femmes, sans leur consentement, accompagnés de leurs données personnelles (nom, prénom, âge, établissement scolaire, adresse, numéro de téléphone, etc). Ils ont pour objectif “d’afficher” en masses des contenus privés, dans le but d'humilier ou de nuire aux personnes victimes. Si ce type de comptes existaient avant le confinement, c’est au début de celui-ci que les comptes fisha ont massivement proliféré sur Snapchat, Instagram, X ou encore Telegram.

### Les images violentes, sexuelles ou haineuses
Les images violentes, sexuelles ou haineuses (VSH) sont des images à caractère violent (ex : vidéo d'actes violents tels que des agressions ou des meurtres d'animaux), sexuel (pornographique, pédophile, etc.) ou haineux (raciste, intolérant, incitant à la haine d'une personne ou d'un groupe, à la radicalisation, etc.). Les victimes reçoivent ce contenu sans savoir de quoi il s'agit et souvent sans avoir les moyens de se prémunir contre l'agression. Souvent envoyées à de jeunes adolescents ou à des enfants, ces images ont un caractère dévastateur et traumatisant pour leur destinataire. Véhiculées par les plateformes en ligne, les images VSH génèrent une réaction immédiate de la part de l'internaute, ce qui influence les algorithmes des réseaux sociaux et enferme l'utilisateur dans une bulle informationnelle qui lui propose sans cesse le même genre de contenus et entraîne un « quasi-travail du clic ».

### Le «quasi-travail du clic»[pasclair]
Le « travail du clic » permet aux plateformes de récupérer les données personnelles des utilisateurs plus facilement. Cette activité est parfois rémunérée, et consiste à la gestion d'images violentes[pas clair]. Elle a cependant parfois de lourdes influences psychologiques dues au fait qu'elle soit mal rémunérée et qu'il soit pour certains nécessaire de consulter un psychologue, que l'utilisateur soit adulte ou plus jeune. Selon Antonio A. Casilli, 
« il y a énormément de personnes qui regardent à longueur de journée les contenus mis en ligne et en jugent la légitimité »
Les images VSH sont favorisées par ce travail du clic, de par le fait que les adolescents passent beaucoup de temps sur les réseaux sociaux. L'utilisation qu'ils en font permet de faire circuler les informations « fallacieuses six fois plus vite sur Twitter que les informations vérifiées », grâce aux j'aime, partages, et clics notamment. La récupération des données se fait également grâce au travail du clic : certains sites collectent les données personnelles avec un simple clic sur des publications (les recherches précédentes par exemple, qui par la suite apparaissent dans des publicités sur les différents sites où l'utilisateur navigue).

### Le «trollage»
Le terme « trollage » vient de l'anglais « trolling », qui signifie « pêche à la cuillère » et évoque le troll. Cette action consiste à dénigrer une ou plusieurs personnes dans des discussions en ligne. La personne à l'origine du « lynchage » est nommée un « troll » : il se fait remarquer grâce à des messages haineux, polémiques, provocants… et crée le désordre dans le groupe de discussion. Souvent, le « troll » cherche à imposer ses idées, n'hésitant pas à prendre à partie les utilisateurs n'étant pas d'accord avec lui. Il possède, entre autres, des capacités de manipulation, cherchant à atteindre son but par tous les moyens.

## Réponses

### Prévention
Selon Giorgia  Macilotti (Enseignant chercheur à l'IDETCOM ; Université Toulouse-I-Capitole, Faculté de droit et science politique) ; à l'Institut du droit de l'espace et des télécommunications (IDETCOM), la cyberviolence ne doit pas être interprétée « comme le simple résultat des pratiques numériques des mineurs. Au contraire, les épisodes de victimation vécus par les élèves interrogés tendent à se caractériser par une continuité entre expériences en ligne et hors ligne. Ils nécessitent ainsi d'être analysés dans le contexte plus général des problématiques et des formes de violence qui peuvent concerner les mineurs dans leur quotidienneté. Dans cette perspective, l'amélioration des compétences et des connaissances numériques des jeunes n'est qu'une composante de l'action de prévention dans ce domaine. Afin d'être effectivement efficaces, les programmes d'intervention menés notamment en milieu scolaire devraient être alors fondés sur une approche conçue autour de l'éducation à la non-violence et aux valeurs du vivre-ensemble, tout en impliquant les jeunes de façon active afin d'accroître leurs connaissances et renforcer leur "pouvoir d'agir" ».

### Réponses individuelles
Pour la victime, une première réponse, individuelle peut être de rapidement modifier les paramètres de confidentialité de ses « comptes » en ligne, mais une enquête a montré que peu d'adolescents y pensent. Dans les faits, les victimes adolescentes, si elles ne gardent pas le silence, semblent le plus souvent chercher de l'aide auprès de leurs pairs, plus rarement auprès des parents et/ou de la fratrie, et encore plus rarement auprès de la communauté éducative.

### Droit public et privé; réponses institutionnelles et associatives
En France, du côté de l'État, plusieurs types de moyens (enquêteurs spécialisés) et procédures judiciaires peuvent s'appuyer sur la CNIL, sur la législation française (Code pénal, et ses circonstances aggravantes) et sur le droit européen pour rechercher et punir les harceleurs en ligne et auteurs d'autres types de violences numériques. Voici à titre d'exemples (liste non limitative) quelques infractions et ce à quoi elles exposent l'auteur de violence numérique, même au sein du couple (conjoint marié, pacsé ou non).

#### Cyberviolences économiques et administratives
Pour un partenaire (ou un ex-partenaire) : 
- Sauf dans le cadre d'une enquête judiciaire et sous l'autorité d'un juge, lire les SMS, mails personnels, consulter l'historique d'appels, etc. est un délit de violation du secret des correspondances et agir de la sorte dans le couple est une circonstance aggravante (art. 226-15, 2 ans d'emprisonnement et 60 000 € d'amende en 2022) ;
- Confisquer un téléphone, ordinateur ou tablette (y compris à son conjoint) est assimilé à un Vol et agir de la sorte dans le couple est un « un Élément constitutif de l'infraction » (art. 311-12 : 3 ans de prison et 45 000 € d'amende en 2024)[53] ;
- Empêcher de répondre à un appel, d'envoyer un message / exiger de savoir et de prouver où se trouve l'autre, d'être joignable en permanence, etc. est du Harcèlement moral dans le cadre du couple, avec selon l'art. 222-33-2-1 : de 3 à 5 ans de prison et de 45 000 à 75 000 € d'amende en 2024 ; si le harcèlement a conduit la victime à se suicider ou à tenter de se suicider : 10 ans de prison et 150 000 € d'amende ; c'est un élément constitutif de l'infraction[53].

#### Cyberharcèlement
- Des SMS d'insultes ou d'humiliations, un envoi réitéré de messages ou d'appels malveillants est du Cyberharcèlement et une circonstance aggravantes exposant (art. 222-16) à 3 ans de prison et 45 000 € d'amende[53] ;
- Le harcèlement moral au sein du couple (art. 222-33-2-1) expose à  de 3 à 5 ans de prison et de 45 000 à 75 000 € d'amende (si le harcèlement conduit la victime à se suicider ou à tenter de se suicider, la  peine max. passe à 10 ans de prison et 150 000 € d'amende ; en cas de connotation sexuelle ou sexiste[53]
- Harcèlement sexuel par le biais d'un support numérique ou électronique (art. 222-33) : 3 ans de prison et 45 000 € d'amende[53] ;
- Des SMS avec menaces de mort (art. 222-18-3) exposent à 5 ans de prison et 75 000 € d'amende ; c'est une circonstance aggravante. 
Des menaces de mort avec ordre de remplir une condition (art. 222-18-3) sont aussi une circonstance aggravante, exposant à 7 ans de prison et 100 000 € d'amende[53].

#### Cybersurveillance imposée
- Imposer un partage des codes d'accès et mots de passe est assimilé à du Harcèlement moral au sein du couple (art. 222-33-2-1 : 3 à 5 ans de prison, et 45 000 à 75 000 € d'amende (si cela a conduit la victime à se suicider ou à tenter de se suicider, la peine peut passer à 10 ans de prison et 150 000 € d'amende)[53] ;
- User de mauvaise foi, aux fins d'intercepter, de détourner, d'utiliser ou de divulguer des correspondances émises, transmises ou reçues est une circonstance aggravant le délit de violation du secret des correspondances (art. 226-15 ; 2 ans de prison et 60 000 € d'amende)[53].

#### Cybersurveillance à l'insu
Par exemple, 
- Installer une balise (sur la voiture, dans le sac) ou un logiciel espion sur le téléphone pour suivre les déplacements est un délit de géolocalisation sans accord et une circonstance aggravante (art. 226-1) exposant à 2 ans de prison et 60 000 € d'amende ;
- Installer un logiciel espion sur le téléphone, la tablette ou l'ordinateur pour contrôler les communications et l'activité en ligne est un délit de violation du secret des correspondances est aussi un facteur aggravant (art. 226-15 : 2 ans de prison et 60 000 € d'amende) ;
 Concernant le délit d'atteinte aux systèmes de traitement automatisé de données, l'accès à ces données (art. 323-1) expose à 2 ans de prison et 60 000 € d'amende ; la modifications frauduleuses (art. 323-3) expose à 5 ans de prison et 150 000 € d'amende, de même que le simple fait de détenir un dispositif permettant de commettre cette infraction (art. 323-3-1)

### Dispositifs d'aide
Des associations d'aide, des numéros verts et des plateformes sont à la disposition des victimes de violence numérique.
Par exemple, depuis 2005, l'Association e-Enfance lutte contre toutes les formes de violences numériques auxquelles sont exposés les enfants, en collaboration avec les pouvoirs publics, les entreprises du secteur du numérique et les acteurs associatifs et institutionnels de la protection de l'Enfance.
- En décembre 2008, sous l'impulsion de la Commission européenne, e-Enfance lance Net Écoute, un numéro vert national, gratuit, anonyme et confidentiel, le 0800 200 000, destinée aux jeunes victimes de violences numériques. La plateforme d'assistance aux jeunes subissant des violences numériques offre les conseils de psychologues, de juristes et d'experts du numérique[55].
- En 2010, e-Enfance est conventionnée avec PHAROS, la plateforme gouvernementale de signalement en ligne. Elle est aussi reconnue d'utilité publique.
- Le 13 avril 2021, dans le cadre du Plan Urgence Enfance face au COVID-19, Net écoute devient le 3018[56], un numéro plus simple à mémoriser. Une aide par écrit est également possible via un tchat en ligne, le courrier électronique ou une messagerie instantanée (Messenger ou WhatsApp). Le service est également ouvert aux parents cherchant des conseils pour aider leurs enfants. Le nom et le prénom de l'appelant n'apparaissent pas dans les discussions en ligne[55]. Tiers de confiance auprès des réseaux sociaux, le 3018 bénéficie d'une procédure de signalement accélérée auprès des sites communautaires les plus connus (Facebook, Twitter, Snapchat, TikTok, Instagram, Twitch, YouTube, Discord, Roblox et Yubo), pour obtenir la suppression de contenus ou comptes illégaux en quelques heures[55].
- En 2022, le 3018 est aussi développé sous forme d'application, et il est depuis 2023 le numéro unique pour signaler toute situation de harcèlement scolaire, cyberharcèlement et autres violences numériques.
- Le 6 novembre 2024, l'ARCOM, habilitée à implémenter les dispositions du règlement européen sur les services numériques via la loi SERN, accorde le premier statut de signaleur de confiance en France à l'association e-Enfance[57],[58]. La Miprof met aussi à disposition des guides et autres ressources (voir plus bas)